# Monteroni di Lecce
Monteroni di Lecce is een gemeente in de Italiaanse provincie Lecce (regio Apulië) en telt 13.720 inwoners (31-12-2004). De oppervlakte bedraagt 16,5 km², de bevolkingsdichtheid is 832 inwoners per km².

## Demografie
Monteroni di Lecce telt ongeveer 4815 huishoudens. Het aantal inwoners steeg in de periode 1991-2001 met 2,2% volgens cijfers uit de tienjaarlijkse volkstellingen van ISTAT.
| Jaar | Inwoneraantal |
| ---- | ------------- |
| 1991 | 13.382        |
| 2001 | 13.677        |

## Geografie
De gemeente ligt op ongeveer 35 m boven zeeniveau.
Monteroni di Lecce grenst aan de volgende gemeenten: Arnesano, Copertino, Lecce, Lequile, San Pietro in Lama.

## Sport
In 1976 vonden de Wereldkampioenschappen baanwielrennen plaats op de lokale wielerbaan.

## Geboren
- Filippo Lopez y Royo (1728-1811), bisschop van Nola, aartsbisschop van Palermo, aartsbisschop van Monreale, onderkoning van Sicilië
- Marcello Semeraro (1947), kardinaal-aartsbisschop